# Мохамед Бехещи
Саид Мохамед Хосеини Бехещи (на персийски: سیّد محمد حسینی بهشتی) е ирански шиитски духовник, политик, философ и юрист, който е известен като втори човек в политическата йерархия на Иран след революцията.
Той е основният идеолог на конституцията и административната структура на Ислямска република Иран, известен също като учител на няколко видни политици на Ислямската република като Хасан Рухани, Мохамад Хатами, Али Акбар Велаяти, Мохамед Джавад Лариджани, Али Фалахиан и Мустафа Пурмохамади. Владее английски, немски и арабски език. На 28 юни 1981 г. Бехещи е убит, заедно с повече от седемдесет членове на партията на Ислямската република. След смъртта му, аятолах Хомейни го нарича човек, който е бил „като нация за нас“.

## Ранен живот
Бехещи е роден в Исфахан през 1928 г. Учи в университета в Техеран и в Кум. Между 1965 г. и 1970 г. ръководи ислямския център в Хамбург, където е отговорен за духовното ръководство на религиозните ирански студенти в Германия и Западна Европа. В Хамбург работи с Мохамад Хатами и е сред неговите влияния. От началото на 1960-те години, участва в дейности срещу монархията и е арестуван няколко пъти от тайната полиция на шаха.
Бехещи се присъединява към аятолах Хомейни в Наджаф, Ирак, където последният е в изгнание. Там той става част от нелегалното движение на Хомейни.

## Кариера
След ислямската революция, той се превръща в един от първите членове на революционния съвет на Иран и скоро, негов председател. Като заместник-председател, играе особено важна роля в насърчаването на принципа на вилаят ал-Факих като основа за новата конституция. В първия ирански парламент след революцията, той ръководи Ислямската република партия, заедно с Али Акбар Хашеми Рафсанджани. Бехещи е учредител, първи генерален секретар и член на Централния комитет на партията. Също така планира да се кандидатира за президент през първите президентски избори, но се оттегля, след като аятолах Хомейни казва на Рафсанджани и Хаменеи, че предпочита не-духовници за президенти, което води до утвърждаването на първия Джалаледин фарси, Хасан Хабиби като кандидат.

## Убийство
Мохамед Бехещи умира при терористичен акт на 28 юни 1981 г., когато бомба избухва по време на партийна конференция. Ислямската република първо твърди, че бомбата е поставена от комунистическата партия, а след това от „Организация на муджахидините на иранския народ“. Убиецът е идентифициран, според официалната версия, като Мохамед Реза Колахи. Освен Бехещи, много духовници, министри и длъжностни лица също загиват.
Аятолах Хомейни е засегнат от смъртта му. По време на работата по идентифициране телата на жертвите на бомбата, Хомейни върви спокойно в градината на къщата си. Редовно неговите подчинени информират аятолаха с нова информация за броя на жертвите. Хомейни не показва никаква реакция към това. Но, когато му съобщават за възможната смърт на аятолах Бехещи, Хомейни се обръща, слага ръце на гърба си и показва признаци на привързаност.